# 赵石
赵石（1914年4月29日—2009年4月12日），男，河南荥阳县汜水镇赵村人，中华人民共和国政治人物，曾任辽宁省总工会主席，辽宁省人大常委会副主任。

## 生平

### 早年生涯
7岁开始读私塾。1925年7月考入郑州第一完全小学。1928年春考入开封河南省立第一中学。1928年暑假转到河北保定育德中学读书。1929年由陈来茂介绍参加共青团，陈来茂被学校开除后，他失去了团组织的联系。1930年初冬，联络同学发起组织了秘密的班会和班联会，并担任班会和班联会主席。九一八事变后，任抗日宣传队队长，后任育德平民学校教员。1934年暑期考取清华大学和北洋大学的电机工程系，选择入清华大学。一二九运动中，担任大游行的交通联络。1936年春任《清华周刊》总经理，负责出版发行工作。1936年暑假后向陈岱孙老师申请转到经济系，走职业革命道路。1936年年底，向丁则良讲了在中学参加过共青团的情况。1937年寒假后，在清华大学党支部书记吴继周动员下，选上了十级级会主席，不久又任清华大学出席北平学联的代表。1937年5月，被选为清华暑期学生会主席。

### 抗日戰爭
七七事变后，和清华的民先队员、清华暑期留校学生及西郊农民代表慰问第二十九军守城官兵，其后又代表北平学联前往保定前线慰问何基沣将军的第37师官兵。1937年底，由长沙临时大学到武汉，在中共长江局军委和湖北省军委直接领导下，负责组织第十三军青年战地服务团，受长江局军委和湖北省委双重领导，被指定为服务团团长兼中共党团书记。1938年2月服务团在集中培训后到河南许昌第十三军驻地报到，后随军赴徐州会战前线。台儿庄战役期间，带领全体团员，冒着枪林弹雨到前沿随军服务，组织开展多种形式的战地宣传和慰问，并向当地居民宣传全民抗战。又率服务团从徐州突围回到武汉。以战地服务团这样的形式，组织党员和进步青年到国民党军队中去作战地服务，帮助友军抗战，是在王明统一战线思想影响下的产物。经过总结，认为以这样的形式到国民党部队服务，结果是得不偿失，省委和长江局同意其离开工作团，回到省军委工作。1938年6月到湖北省委党训班第三期学习，任第四期训练班主任、省军委干事。1938年12月到鄂西北地区从事地下党工作，1939年2月至6月任均州中心县委，1940年1月至5月任荆（门）当（阳）远（安）地委书记。5月至6月任中共荆（门）当（阳）地方委员会书记。1940年7月鄂西北地区沦陷后，赴延安，9月进入延安马列学院第六班、中央党校一部学习，兼任支部书记、学习干事，参加延安整风学习。审干期间，被送入中央党校一部的临时支部长期隔离审查。后被补选为中共七大候补代表，任大后方代表团湖北组副组长。

### 國共內戰
抗战胜利后，原定搭乘毛泽东重庆谈判飞回延安的飞机去重庆国统区工作，改为随中央青委“五四”青年干部队（蒋南翔、何礼、薛公绰等）赴东北工作。1945年底抵达阜新，1946年元旦出发去法库，在中共辽西省委被陶铸留下任省委宣传部（部长陶铸兼）副部长。留在辽西的第一件事，就是拿着东北民主联军总部的信，到铁岭追赶部队，请抗大总校何长工校长留一批军事干部在辽西工作。为给即将暴发残酷战争的辽西游击区在远离铁路沿线、交通十分不便的蒙古沙坨子里建立一个后方根据地，以便在康平、法库站不住脚时，有一个落脚点和回旋的余地。
1946年1月16日任科左三旗蒙古工作团团长兼党委书记，在保一旅副旅长李化民率该旅第三团的配合下，向哲里木盟的科左后旗出发。1946年2月，经辽西省委和西满分局同意，工作团留在科左后旗开展工作，保一旅三团留下一个连掩护配合，东蒙古自治政府军事部长阿思根等进步力量已经表示坚决与国民党斗争，后旗的蒙古革命青年团也大力对工作团支持，从而顺利地全部解决了蒙奸包日恨台的武装，分散编入蒙骑二师第六团，稳定了后旗的局势，使发动群众的工作得以加速进行。1946年4月四平街保卫战正酣，赵石处理完库伦旗的蒙汉团结问题回到郑家屯，辽西省委通知西满分局已与东蒙古自治政府商定，将东蒙南部地区所属各旗委托给辽西省委代管，成立哲里木盟政府，由辽西省政府领导，通辽、开鲁两县划归哲里木盟，这样整个哲里木盟就是辽西的大后方了，西满分局已经决定撤消原来的通鲁中心县委，成立哲里木盟地委，吕明仁任书记，赵石任辽吉省第五（哲里木盟）地委副书记兼蒙古骑兵第二师政委，将来盟政府正式成立时兼政府党组书记，全面负责蒙区工作，这样哲盟地委就是省委的蒙古工作部。兼任通鲁警备区副政治委员。1946年5月至6月任通鲁联合司令部副政治委员。1946年6月至1947年1月任辽吉军区通辽军分区副政治委员、内蒙古自治运动联合会哲里木盟分会副主任（至1947年5月）。地委分区先后撤到哲盟地区后，在科右前旗的高力板会议上，总结了前一段工作中的经验教训，和地委领导都作了自我批评。会后，与阿思根、高体乾、曾敬烦等军事干部率蒙汉联军南下反攻。地委、分区的机关、后方、以及暂时撤到高力板休息的党政军干部，没有估计到局面很快就急转直下，蒙骑二师、第六支队、开通的武工队配合支援的保一旅击溃几次由通辽北犯之敌，通鲁北部的局面很快打开，开鲁县城也于月底解放。但留在后方的干部很快就全部另行分配了工作，整个分区机关、干部也全部转到洮西另组辽吉省第四分区。蒙区党政军民整个领导机关只剩下赵石一名党员干部，通辽开鲁两县只能依靠原来的武工队难以应付新的形势，但又必须从他们那里抽出党员骨干来支援科左中旗，因为该旗原来的汉族党员干部已全部调离，只剩下几个蒙古族青年候补党员。地委这样大干部调动和机构变动，以及后方机关的处理，事先一点也不和前方打招呼，致使前方面临着任务紧迫、干部奇缺、供应无着的问题。 不久，辽吉省委即决定以辽吉省军政学校的班底为基础重组哲里木盟军分区，并相应地补充了一批干部。1947年2月至9月任辽吉省哲里木盟工委书记。1947年4月至12月任东北民主联军辽吉军区哲里木盟军分区政治委员。1947年6月，率蒙骑二师12团配合辽吉四分区武装收复科左后旗后，途经郑家屯，陶铸指示赵石以后要集中力量抓新收复区的群众运动。任兴安军区东蒙军事委员会副主任。1947年9月至1949年1月任辽北省第四（哲里木盟）地委书记。

### 中共建政
1948年12月任中共辽北省委委员、宣传部长，中共辽西省委常委、宣传部长。1949年3月至5月兼任中国新民主主义青年团辽西省筹委会主任。1949年8月至9月任内蒙古人民解放军骑兵第二师党委书记。1949年10月至1950年2月辽西省文学艺术界联合会主任。1950年4月至1952年6月任中共辽西省委组织部部长。1952年7月至1953年1月任任东北人民政府贸易部副部长，1953年4月接喻屏出任抚顺市委书记。1954年，中共中央对七届四中全会《关于增强党的团结的决议（草案）》征求意见，赵石结合多年工作的实际问题和体会，写了关于草案的“意见”和“检讨”两份书面报告，呈报东北局酌转中央，被认定犯了“反党反中央”的错误，后拒不承认“反党反中央”，1954年4月被停止工作。1954年10月被撤销市委书记职务、开除党籍、由行政七级降为十四级，下放基层任沈阳中捷人民友谊厂机修车间副主任，沈阳第三机床厂副厂长。1979年8月23日，中共中央批准辽宁省委《关于赵石同志复查平反问题的请示报告》：原抚顺市委书记赵石同志1952年至1954年主持抚顺市委工作期间，不存在“反党反中央的严重政治原则错误”，1955年9月的处分决定是错误的。因此，省委决定撤销这个处分决定，恢复其党籍，恢复其原工资、级别，并予以平反。1980年1月至1983年4月任辽宁省总工会第四届委员会主席、党组书记、中华全国总工会主席团成员。1982年，出席中国共产党第十二次全国代表大会。1983年4月至1985年7月任辽宁省第六届人大常委会副主任。1985年离休。

## 社会兼职
担任东北解放战争史研究会理事长、《辽沈决战》东蒙写作组组长、辽宁省人大常委会机关离休党支部书记、辽宁省气功科学研究会理事长、中国气功科学研究会副理事长。

## 著作
撰写了《洪波序曲》、《哲里木三年》和大量回忆文章。